# Biforcazione di Hopf

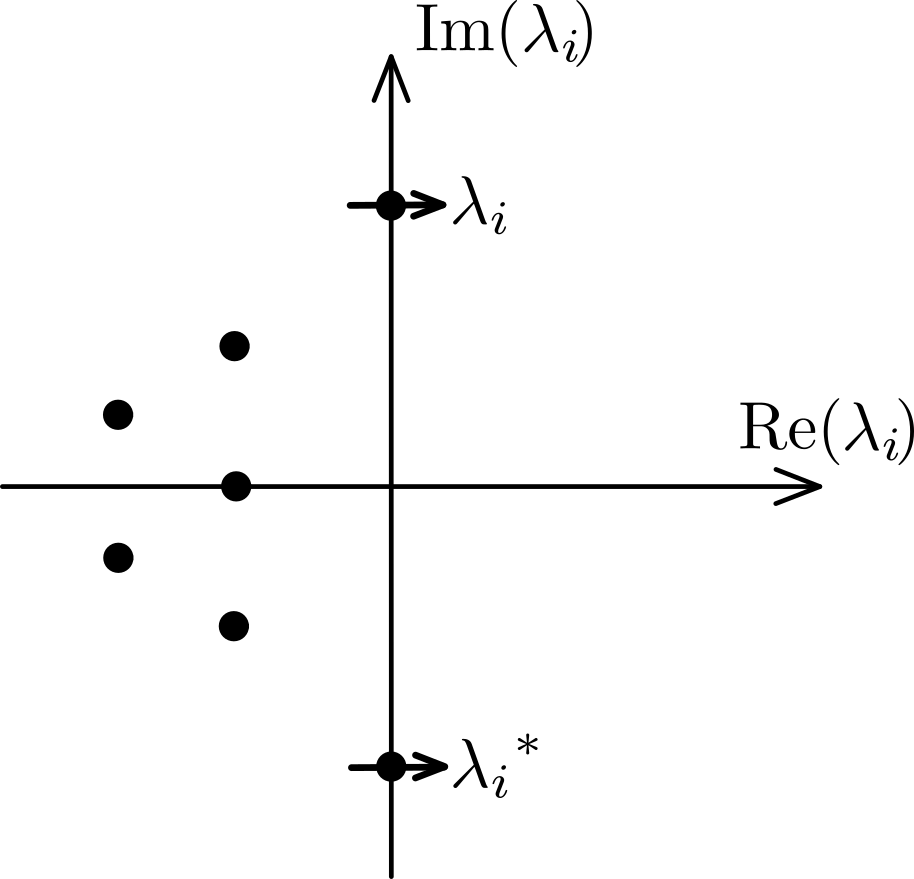
Biforcazione di Hopf, autovalore di jacobiano in piano complesso

In matematica, in particolare nello studio dei sistemi dinamici e nella teoria delle biforcazioni, si parla di biforcazione di Hopf quando, al variare di un certo parametro di controllo {\displaystyle \mu }, un punto di equilibrio modifica la sua stabilità in corrispondenza della formazione di un ciclo limite (attrattivo o repulsivo).

## Definizione

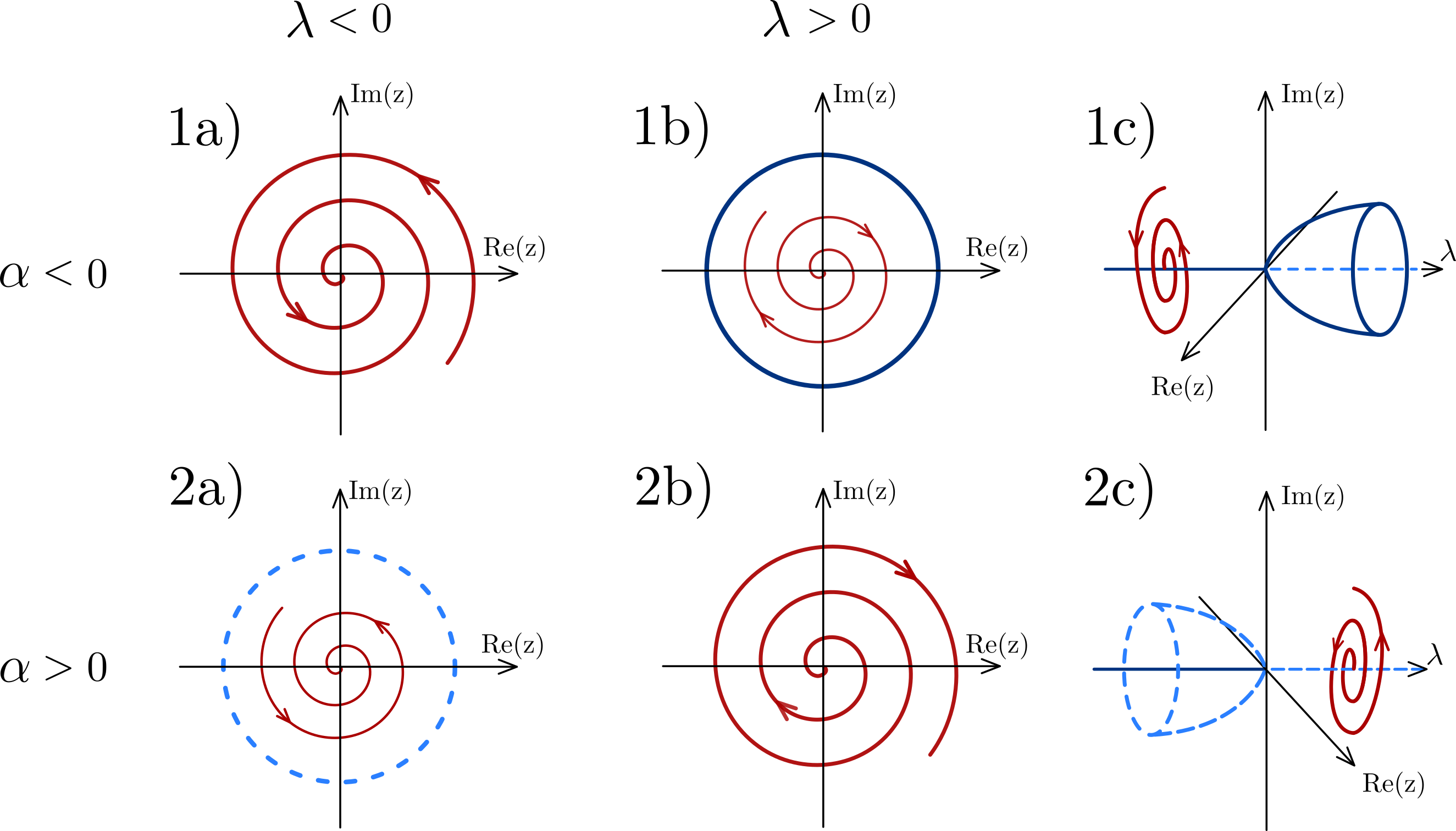
Spazio delle fasi di forma canonica di Biforcazione di Hopf,,

La caratterizzazione formale di questi punti è destinata al teorema di Hopf sulle biforcazioni:
Sia
{\displaystyle {\dot {x}}=f(x,\mu )}
un sistema di dimensione {\displaystyle n\geq 2} e sia {\displaystyle (x_{0},\mu _{0})} un punto tale che
1. {\displaystyle f(x_{0},\mu _{0})=0}
2. Lo jacobiano di {\displaystyle f} {\displaystyle J_{f}(x_{0},\mu _{0})} ha una coppia di autovalori immaginari puri {\displaystyle \lambda _{1,2}=\pm i\beta } e nessun altro autovalore con parte reale nulla.
3. Vale la condizione di attraversamento {\displaystyle \left[{\frac {d\Re \left(\lambda _{1,2}\right)}{d\mu }}\right]_{\mu =\mu _{0}}\neq 0}

Allora in {\displaystyle (x_{0},\mu _{0})} nasce una soluzione periodica (ciclo limite) con ampiezza iniziale nulla e periodo {\displaystyle {\frac {2\pi }{\beta }}}. Il punto {\displaystyle (x_{0},\mu _{0})} viene detto di biforcazione di Hopf.
La terza condizione chiede che gli autovalori {\displaystyle \lambda _{1,2}} attraversino l'asse immaginario. Si chiede quindi che la derivata della parte reale degli autovalori rispetto al parametro non sia nulla, il che significherebbe che la parte reale rimarrebbe nulla anche per {\displaystyle \mu \neq \mu _{0}}.
Una biforcazione di Hopf può essere supercritica oppure subcritica. Nel primo caso, {\displaystyle \forall \mu \neq \mu _{0}} esiste un attrattore stabile, nel secondo invece, i cicli si formano per {\displaystyle \mu <0} e sono {\displaystyle \alpha }-limite (quindi non attrattivi) e l'equilibrio è instabile per {\displaystyle \mu >0}.